# Dzierzkowice-Zastawie
Dzierzkowice-Zastawie – wieś w Polsce położona w województwie lubelskim, w powiecie kraśnickim, w gminie Dzierzkowice.
W latach 1975–1998 miejscowość administracyjnie należała do ówczesnego województwa lubelskiego.
Miejscowość należy do Parafii pod wezwaniem św. Stanisława i św. Marii Magdaleny w Dzierzkowicach.
Wieś stanowi sołectwo gminy Dzierzkowice. Według Narodowego Spisu Powszechnego (III 2011 r.) wieś liczyła 500 mieszkańców.